# Чикаго
Чика́го або Чика́ґо(англ. Chicago, МФА: [ʃɨˈkɑːgoʊ] ( прослухати) або МФА: [ʃɨˈkɔːgoʊ]) — місто в штаті Іллінойс, лежить на березі озера Мічиган. Третє за величиною в США. Важливий промисловий, торговельний і культурний центр Середнього Заходу. 3 млн населення в місті, 7,1 млн в метрополії Чикаго. Є центром агломерації Чикаго (англ. Chicago metropolitan area), яку населяють понад 9,7 мільйонів осіб в Іллінойсі, Індіані та Вісконсині. Є третьою за населенням агломераційною зоною в Сполучених Штатах Америки. Чикаго відоме у світі своєю багатою історією та архітектурою. Головними «повітряними воротами» міста є Аеропорт О'Хара. За результатами опитування, що провів журнал «Forbes» серед фахівців у 2010 році, Чикаго потрапив до дванадцятки найкрасивіших міст світу.

## Історія
Назва Чикаго походить від французького слова, що в свою чергу пішло від маямі-іллінойського слова shikaakwa, яке означало «дика цибуля порей». Етимологічно слово /shikaakwa/ означало також «смугастий скунс» і відносилося до дикої цибулі порею чи запаху цибулі метафорично. Спочатку цим словом називали лише річку, а згодом уся місцевість навколо отримала цю назву. Вимова Чикаго в англійській мові як Шикаґоу — результат французької транскрипції індіанського слова.
Першим європейським поселенцем Чикаго був купець Жан-Батист Пуен дю Сабль змішаного французько-гаїтянського походження. Він прибув сюди у 1770-х роках і одружився з жінкою народності потаватомі. Згодом заснував торговельний пост. У 1803 році Армія Сполучених Штатів Америки заснувала тут форт Деборн, який був зруйнований у 1812 році під час Деборнської різні. Племена оттава, оджибве і потавотомі віддали ці землі Сполученим Штатам у результаті Сен-Луїського договору 1816 року.
У середині 18 століття територія сучасного міста Чикаго була здебільшого населена індіанським плем'ям потавотомі, які зайняли місце племен маямі та народу «сак-фокс».
12 серпня 1833 року було споруджено невелике містечко Чикаго, що налічувало 350 жителів. Через сім років його населення становило уже 4000. Статус міста Чикаго отримало 4 березня 1837 року.
З 1848 місто стає важливим транспортним вузлом, оскільки знаходилося між західною і східною частинами Сполучених Штатів. Тоді ж було споруджено першу в місті залізницю — Galena and Chicago Union Railroad. Зі спорудженням Іллінойсько-Мічиґанського каналу став можливим пароплавний транспорт. Цей канал сполучав Великі озера та річку Місіссіпі і Чикаго став важливим портом та транспортним вузлом. Процвітаюча економіка спричинила масове переселення людей з сільської місцевості до Чикаго, а також поступовий приплив емігрантів. Так польські, німецькі, ірландські шведські, а згодом й українські та інші численні американські спільноти поселялися у новому великому місті. Промисловість та торгівля у Чикаго в цей час була на найвищому рівні на всьому Середньому Заході і мала значний вплив загалом на американську економіку.
Протягом першого століття свого існування Чикаго стало одним з найшвидших за темпами росту міст у світі. Лише за короткий термін у 40 років населення Чикаго зросло від 30 тис. до 1 мільйона у 1890 році. Ще через 40 років кількість жителів Чикаго потроїлося. До кінця 19 століття Чикаго стало одним із 5 найбільших міст світу і першим у списку найбільших за населенням міст, яких не було на початку століття.
У 1885 році в Чикаго було споруджено першу у Сполучених Штатах Америки каналізацію сучасного типу. Це вимагало підняти усі вулиці центру міста на 10 футів (3 метри), але призвело до того, що необроблені нечистоти і промислові відходи потрапляли до річки Чикаго, озера Мічиган, тим самим серйозно забруднюючи прісну воду міста. Згодом у Чикаго було споруджено очисні споруди, які полегшили екологічну ситуацію у місті. Однак, весняні дощі усе одно продовжували нести забруднену воду в озера та річки. Лише у 1900 році вдалося якось покращити проблему із каналізацією — місто в той час переживало інженерний прорив. Було споруджено спеціальний Санітарний та Корабельний канали Чикаго, що з'єднував річку Іллінойс та Міссісіпі.
Велика пожежа в Чикаго 1871 року зруйнувала третину міста, включаючи весь бізнесовий центр. Після великих руйнувань, місто почало надзвичайно швидко зростати і відбудовуватися. Саме під час відновлення центру Чикаго було споруджено перший у світі хмарочос — Будинок Домашнього Страхування (1885), де було використано каркасне будівництво.
У 1893 році в Чикаго, на колишній болотистій місцевості, де зараз знаходиться Джексонський парк і південна околиця Гайд-парку, пройшла Всесвітня Колумбова Експозиція. На експозицію приїхало 27,5 тисяч відвідувачів, завдяки чому вона стала однією з найбільших виставок світу. Згодом, на тому самому місці, було споруджено Університет Чикаго.
У цей час місто було місцем постійних виступів робітників, масових страйків і деякий час переживало неспокій. 4 травня стався відомий Геймаркетський бунт, який мав потім вплив на відзначення свята солідарності трудящих.
1920-ті роки принесли Чикаго славу гангстерського міста, включно із знаменитим Аль Капоне. 1920-ті також відзначилися бурхливим економічним розвитком, що призвів до міграції чорношкірих афроамериканців з півдня Сполучених Штатів.
У 1933 році, за президентства Франкліна Рузвельта, Ґвісеп Занґара вбив мера міста Антон Чермака.
2 грудня 1942 року, в рамках секретного Мангеттенського проєкту, фізик Енріко Фермі у Чиказькому університеті сконструював перший в світі атомний реактор.

## Символіка

### Прапор Чикаго
Смуги — три білі смуги прапора представляють, з верху до низу: північну, захід і південну сторони міста. Вища блакитна смуга представляє Озеро Мічиган і Північний рукав річки Чикаго. Нижня блакитна смуга представляє Південний рукав річки Чикаго і Великого Каналу.
Зірки — чотири червоні шестикутні зірки на білій смузі:
- Перша зірка представляє Fort Dearborn. Була додана до прапора в 1939 році. Шість променів символізують перевезення, робочу силу, торгівлю, фінанси, багатолюдність, і міцне здоров'я.
- Друга зірка нагадує Велику пожежу Чикаго 1871 року. Шість пунктів представляють чесноти релігії, освіти, естетики, правосуддя, добродіяння і цивільної гордості.
- Третя зірка символізує Всесвітню колумбійську виставку 1893 року. Шість пунктів — це перші представники в Чикаго: Франція 1693, Велика Британія 1763, Вірджинія 1778, Північно-західна Територія 1798, Територія Індіани 1802 і Іллінойс 1818.
- Четверта зірка представляє Виставку Прогресу-Століття Роз'яснення (1933—1934), і була включена в 1933. ЇЇ пункти символізують: Всесвітнє Третє Найбільше Місто, Латинський Девіз (Urbs in horto — Місто в саду) Чикаго, Девіз Чикаго «я буду», Великий Центральний Ринок, Місто питань, Місто угоди.

## Географія

### Топографія

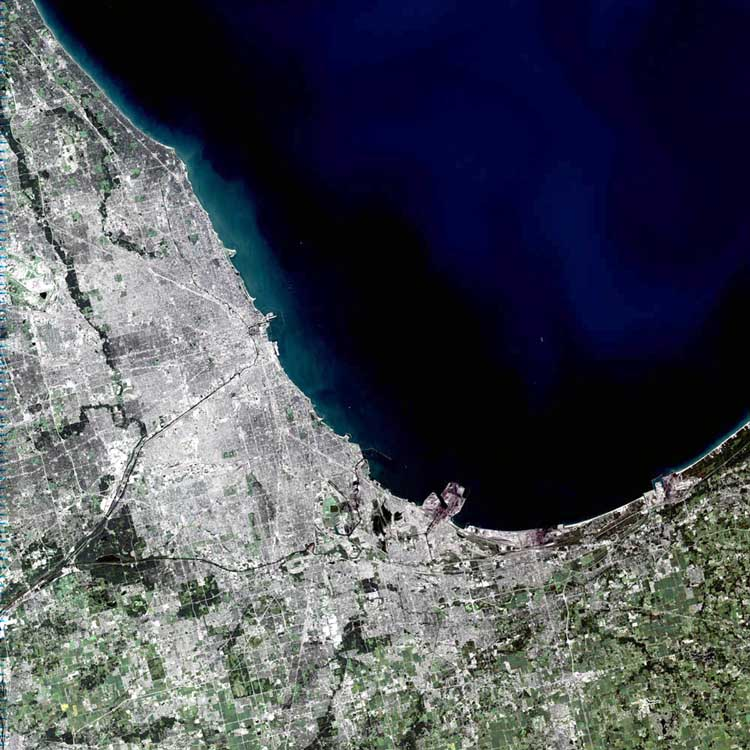
Вигляд з космосу на Чикаго

Чикаго — місто, що розташоване на середньому заході Сполучених Штатів. Чикаго знаходиться у північній частині штату Іллінойс і на південному узбережжі озера Мічиган. Офіційні координати Чикаго 41°53′0″ пн. ш. 87°39′0″ зх. д. / 41.88333° пн. ш. 87.65000° зх. д..

### Клімат
Місто лежить у зоні вогкого континентального клімату і переживає 4 окремі пори року. У липні, найтеплішому місяці, температура сягає максимум 84.9 °F (29.4 °C) і мінімум 65.8 °F (18.8 °C), а в січні — найхолоднішому місяці року, показники термометра коливаються від найбільшого значення 31.5 °F (−0.3 °C) та найменшого — 17.1 °F (−8.3 °C). Згідно з Національною Службою Прогнозу погоди США найвища температура у Чикаго була зареєстрована 24 липня 1934 року і сягала 105 °F (41 °C). Найнижча температура спостерігалася 20 січня 1980 року і становила −27 °F (−33 °C).
Річна кількість опадів у Чикаго в середньому становить 34 дюймів. Найчастіше дощі випадають влітку. Для Чикаго характернішими є короткочасні зливи та грози, ніж затяжні дощі. Зима є найсухішою порою року, хоча у Чикаго взимку часто випадає сніг. Найсніжнішою зимою в Чикаго була 1929-30 років, коли кількість випалого снігу становила 114.2 дюймів за всю зиму. Найбільше опадів за день випало 14 серпня 1987 року — 6.49 дюймів (або 164 мм).
| Місяць                            | Січ     | Лют     | Бер     | Кві     | Тра     | Чер     | Лип     | Сер     | Вер     | Жов     | Лис    | Гру     | Рік     |
| --------------------------------- | ------- | ------- | ------- | ------- | ------- | ------- | ------- | ------- | ------- | ------- | ------ | ------- | ------- |
| сер. найвищ. °C (°F)              | 0 (32)  | 2 (35)  | 8 (46)  | 15 (59) | 21 (70) | 27 (81) | 29 (85) | 28 (83) | 24 (76) | 18 (64) | 9 (48) | 2 (36)  | 15 (60) |
| сер. найнижч. °C (°F)             | −8 (17) | −6 (21) | −1 (29) | 5 (40)  | 10 (50) | 16 (60) | 19 (66) | 18 (65) | 14 (56) | 7 (45)  | 1 (33) | −5 (22) | 6 (42)  |
| Джерело: http://www.sws.uiuc.edu/ |         |         |         |         |         |         |         |         |         |         |        |         |         |

## Адміністративний поділ

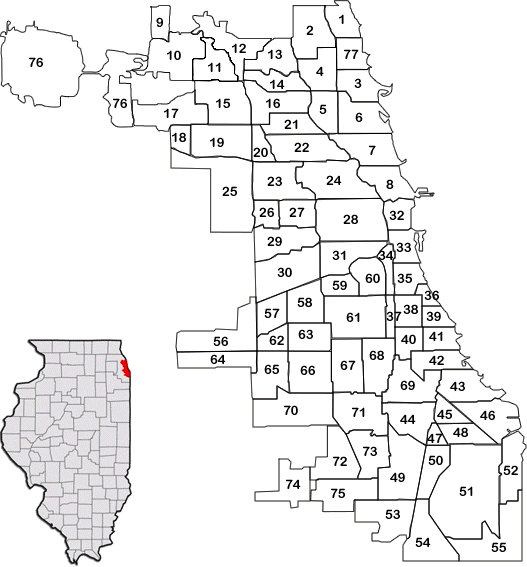
Мапа округів Чикаго

Адміністративно Чикаго ділиться на 77 округів — міських районів

## Населення

### Демографія
Згідно з переписом 2010 року, у місті мешкало 2 695 598 осіб у 1 045 560 домогосподарствах у складі 576 793 родин. Густота населення становила 4446 осіб/км². Було 1194337 помешкань (1970/км²).
Расовий склад населення:
| - 45,0 % — білих - 32,9 % — чорних або афроамериканців - 5,5 % — азійців - 0,5 % — корінних американців - 13,4 % — осіб інших рас |

До двох чи більше рас належало 2,7 %. Частка іспаномовних становила 28,9 % від усіх жителів.
За віковим діапазоном населення розподілялося таким чином: 23,1 % — особи молодші 18 років, 66,6 % — особи у віці 18—64 років, 10,3 % — особи у віці 65 років та старші. Медіана віку мешканця становила 32,9 року. На 100 осіб жіночої статі у місті припадало 94,3 чоловіків; на 100 жінок у віці від 18 років та старших — 91,9 чоловіків також старших 18 років.
Середній дохід на одне домашнє господарство становив 74 003 долари США (медіана — 48 522), а середній дохід на одну сім'ю — 85 454 долари (медіана — 55 654). Медіана доходів становила 48 444 долари для чоловіків та 43 500 доларів для жінок. За межею бідності перебувало 22,3 % осіб, у тому числі 33,2 % дітей у віці до 18 років та 16,7 % осіб у віці 65 років та старших.
Цивільне працевлаштоване населення становило 1 270 842 особи. Основні галузі зайнятості: освіта, охорона здоров'я та соціальна допомога — 22,8 %, науковці, спеціалісти, менеджери — 15,5 %, мистецтво, розваги та відпочинок — 11,2 %, роздрібна торгівля — 9,2 %.

### Українська діаспора Чикаго

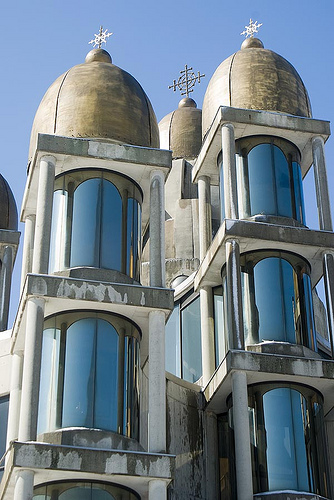
Українська Церква в Чикаго.

Українці почали поселятися у Чикаго з 1880-х pp., спершу з Закарпаття, пізніше з Галичини. 1892 року поселився в Чикаго лікар В. Сіменович, перший організатор українського життя. Першу греко-католицьку парафію Пресвятої Богородиці, що складалася у більшості з закарпатців, засновано 1902.
Українці поселялися недалеко місць праці, в основному при різнях, залізничному транспорті, згодом при сталеварнях.
Організоване життя початково купчилося навколо церков. Довший час основним осередком була Греко-католицька церква св. Миколая (заснована 1905).
Світські організації спершу також поставали здебільшого при парафіях. Першим відомим укр. товариством було Братство св. Миколая. По першій світовій війні активні були січ. товариства гетьманського напряму. Деякий час Чикаго було центром гетьманського руху в Америці, тут виходив їх орган «Січ» (1924 — 34). Нова повоєнна еміграція розбудувала мережу політичних, суспільних, культурних і професійних організацій, яких на 1980 було близько 120.
Першу школу української грамоти засновано 1905 при церкві св. Миколая (1922—300 учнів). 1980 було 5 суботніх шкіл українознавства. У 1950 — 60-х рр, в Чикаго діяв театр «Нова Сцена» та хори «Сурма» (диригенти О. Плешкевич, І. Трухлий), пізніше «Прометей» (Р. Андрушків), є ряд танцювальних і музичних ансамблів.
Тут діють спортивні товариства УАСТ Леви (Чикаго), СК СУМ Крила (Чикаго) та Коннекшн-Юкрейна.
На захід від центру міста по Чикаго авеню розташований район Українське село, англ. Ukrainian Village.

### Злочинність
Злочинність в Чикаго значно вища за середню по країні. В 2017 було зафіксовано 118 805 правопорушень. Це на 1,55 % нижче, ніж минулого року. Але це, все одно, більше ніж в Нью-Йорку та Лос-Анджелесі разом взятими.

## Культура

### Музеї
- Чиказький художній інститут
- Музей сучасного мистецтва (Чикаго)
- Музей науки та промисловості (Чикаго)
- Філдівський музей природної історії
- Музей сучасної фотографії (Чикаго)
- Прицкерський військовий музей і бібліотека
- Національний музей мексиканського мистецтва
- Акваріум Шедда
- Планетарій Адлера
- Український національний музей Чикаго
- Український інститут модерного мистецтва
- Український Архів-Музей (Чикаго)

### Бібліотеки
- Бібліотека Ньюберрі
- Бібліотека Геролда Вашингтона — центральна міська бібліотека
- Бібліотека Чиказького університету

### Театри, оркестри
- Чиказький симфонічний оркестр
- Лірична опера Чикаго
- Балет Джоффрі
- Секонд сіті — комедійно-імпровізаційний театр

### Кінематограф
- Міжнародний кінофестиваль у Чикаго

### Освіта
- Чиказький університет
- Іллінойський технологічний інститут

### Спорт
Чикаго має декілька професійних команд:
«Чикаго Блекгокс» (англ. Chicago Blackhawks) — професійна хокейна команда член в Національній хокейній лізі грають в Юнайтед-центр
Чикаго Кабс (англ. Chicago Cubs) професійна бейсбольна команда є членом, Національної бейсбольної ліги, Головної бейсбольної ліги. «Чикаго Вайт Сокс» (англ. Chicago White Sox) професійна бейсбольна команда — член Американської бейсбольної ліги, Головної бейсбольної ліги.
«Чикаго Берс» (англ. Chicago Bears) є членом Національної футбольної ліги.
Чикаго Булз(англ. Chicago Bulls) є членом НБА (Національна баскетбольна асоціація).

## Соціальна та транспортна інфраструктура

### Громадський транспорт
В місті добре розвинений громадський транспорт.
Роботу громадського транспорту в Чикаго і передмістях забезпечують три агентства:
CTA (англ. Chicago Transit Authority) — Транспортна адміністрація Чикаго управляє другою за величиною системою громадського транспорту в США, що включає 152 автобусні маршрути і 8 ліній метрополітену.
Щодня CTA перевозить 1,4 мільйона пасажирів: автобуси перевозять близько мільйона пасажирів щодня, ще півмільйона людей користується потягами метро. Маршрути CTA охоплюють весь Чикаго і 40 прилеглих передмість. Блакитна і помаранчева лінії потягів CTA пов'язують центр міста з міськими аеропортами.
Metra — система приміського залізничного сполучення, що обслуговує Чикаго і шість прилеглих округів штату Іллінойс і північний захід штату Індіана. Потяги Metra обслуговують близько 200 залізничних станцій, розташованих на 11 лініях. Тільки одна з них електрифікована, інші користуються тепловозною тягою.
Pace — система приміського автобусного сполучення, яка обслуговує переважно шість прилеглих до Чикаго округів штату Іллінойс, а також кілька маршрутів в самому місті.

## Архітектура
Ві́лліс Тауер (англ. Willis Tower), попередня назва Сірз Та́уер (англ. Sears Tower) — другий за висотою хмарочос США, та одна з найвизначніших пам'яток Чикаго.
Висота 110-поверхового будинку становить 442 метри, з урахуванням двох шпилів 527 метрів і був найвищим будинком світу з 1973 по 1998 рік.
Аква (англ. Aqua) — назва 87-поверхового хмарочоса в Чикаго, США. Висота будівлі — 262 метри. Загальна площа будівлі — 177 000 м2.
Також цей хмарочос примітний своїм «зеленим дахом» (англ. Green roof), тобто парком, розташованим на даху будівлі, який є одним з найбільших так званих висячих садів в Чикаго. Площа висячого саду становить 743 м² (8000 кв. футів).
Water Tower (Водонапірна вежа) на розі North Michigan Avenue і East Pearson Street, побудована в 1867 році, єдина, яка пережила пожежу 1871 року і на сьогодні так само забезпечує водою майже 400 тисяч осіб в північній частині міста.

## Міста-побратими
Чикаго має 27 міст-побратимів:
| Номер | Місто       | Країна          | Герб | З якого року є побратимом |
| ----- | ----------- | --------------- | ---- | ------------------------- |
| 1     | Варшава     | Польща          |      | 1960                      |
| 2     | Мілан       | Італія          |      | 1973                      |
| 3     | Осака       | Японія          |      | 1973                      |
| 4     | Касабланка  | Марокко         |      | 1982                      |
| 5     | Шанхай      | Китай           |      | 1985                      |
| 6     | Ґетеборг    | Швеція          |      | 1987                      |
| 7     | Шеньян      | Китай           |      | 1987                      |
| 8     | Аккра       | Гана            |      | 1989                      |
| 9     | Прага       | Чехія           |      | 1990                      |
| 10    | Київ        | Україна         |      | 1991                      |
| 11    | Мехіко      | Мексика         |      | 1991                      |
| 12    | Торонто     | Канада          |      | 1991                      |
| 13    | Бірмінгем   | Велика Британія |      | 1993                      |
| 14    | Вільнюс     | Литва           |      | 1993                      |
| 15    | Гамбург     | Німеччина       |      | 1994                      |
| 16    | Петах-Тіква | Ізраїль         |      | 1994                      |
| 17    | Париж       | Франція         |      | 1996                      |
| 18    | Афіни       | Греція          |      | 1997                      |
| 19    | Дурбан      | ПАР             |      | 1997                      |
| 20    | Голуей      | Ірландія        |      | 1997                      |
| 21    | Москва      | Росія           |      | 1997                      |
| 22    | Люцерн      | Швейцарія       |      | 1998                      |
| 23    | Делі        | Індія           |      | 2001                      |
| 24    | Амман       | Йорданія        |      | 2004                      |
| 25    | Белград     | Сербія          |      | 2005                      |
| 26    | Лахор       | Пакистан        |      | 2007                      |
| 27    | Пусан       | Південна Корея  |      | 2007                      |

## Відомі люди

### Уродженці Чикаго
- Ізабель Стоун (1868—1966) — американська вчена-фізик і педагог. Перша жінка, що отримала в США докторський ступінь з фізики
- Едгар Райс Барроуз (1875—1950) — американський письменник-фантаст
- Дот Фарлі (1881—1971) — американська кіноактриса
- Поллі Моран (1883—1952) — американська комедійна акторка
- Роберт Зіглер Леонард (1889—1968) — американський режисер, актор, продюсер і сценарист.
- Джон Франсіс Сайтс (1892—1979) — американський кінематографіст і винахідник
- Джек Бенні (1894—1974) — американський комік, актор радіо, кіно і телебачення, скрипаль
- Бланш Світ (1896—1986) — актриса німого кіно
- Лоуренс Вайнгартен (1897—1975) — американський кінопродюсер
- Род Ла Рок (1898—1969) — американський актор
- Гал Б. Волліс (1898—1986) — американський кінопродюсер
- Норман Таурог (1899—1981) — американський кінорежисер та сценарист
- Глорія Свенсон (1899—1983) — американська акторка
- Роберт Лорд (1900—1976) — американський сценарист і продюсер
- Байрон Мансон (1900—1989) — американський актор
- Волт Дісней (1901—1966) — американський художник-мультиплікатор, кінорежисер, актор, сценарист і продюсер
- Ральф Белламі (1904—1991) — американський актор.
- Гордон Гріффіт (1907—1958) — американський режисер, продюсер, актор
- Роберт Янг (1907—1998) — американський актор
- Карл Леммле (1908—1979) — американський підприємець, продюсер
- Бенні Гудмен (1909—1986) — американський джазмен, кларнетист
- Фріц Лайбер (1910—1992) — американський письменник-фантаст німецького походження
- Карл Молден (1912—2009) — американський актор
- Роберт Блох (1917—1994) — американський письменник-фантаст
- Марша Гант (1917—2022) — американська акторка та модель
- Сем Вонамейкер (1919—1993) — американський актор і кінорежисер українсько-єврейського походження
- Джей Пріцкер (1922—1999) — бізнесмен, філантроп
- Г'ю Гефнер (1926—2017) — американський видавець, засновник і шеф-редактор журналу «Плейбой» (англ. Playboy)
- Боб Фосс (1927—1987) — американський кінорежисер, хореограф, сценарист та актор
- Кім Новак (* 1933) — американська акторка
- Вільям Фрідкін (* 1935) — американський режисер і сценарист
- Брюс Дерн (* 1936) — американський актор
- Гаррісон Форд (* 1942) — американський актор
- Ендрю Девіс (* 1946) — американський кінорежисер
- Джон Лендіс (* 1950) — американський режисер, продюсер, сценарист та актор
- Робін Вільямс (1951—2014) — американський актор, комік, лауреат декількох нагород
- Роберт Земекіс (* 1951) — американський продюсер, режисер та сценарист
- Вірджинія Медсен (* 1961) — американська акторка
- Катерина Ющенко (* 1961) — економіст, підприємець, дружина екс-президента України Віктора Ющенка
- Кріс Челіос (* 1962) — американський хокеїст
- Ерік Паппас (* 1966) — грекоамериканський пітчер в ГБЛ, виступав за «Чикаго Кабс» і «Сент-Луїс Кардиналс»;
- Біллі Зейн (* 1966) — американський актор, кінопродюсер та кінорежисер
- Бейтс Батталья (* 1975) — американський хокеїст
- СМ Панк (* 1978) — американський реслер
- Текора Роджерс — американська джаз співачка.

### Відомі мешканці та гості міста
- Антонович Адам —український педагог, редактор журналу «Екран» (США), громадський діяч.
- о. Павло Гайда — священик УГКЦ, теолог, гормадський діяч;
- Забитко Ірена (Айріні) (нар. 1954, Чикаго) — письменниця зі США, двомовна українська американка.
- Роман Завадович — український письменник, журналіст, редактор, культурно-освітній діяч;
- Зінченко Петро — український журналіст, педагог, графік.
- Левицький Осип — український військовий та громадський діяч, начальник «Пресової кватири» НКГА УГА.
- Матійців Прокіп — член Летючої Бригади УВО, повітовий провідник ОУН Долинщини (1930).
- Сорочак Володимир — сотник УПА, командир куреня «Вовки» і ТВ-28 «Данилів».
- Шевченко Борис — сотник Армії УНР;